# Westfield Montgomery
Westfield Montgomery,anteriormente como Montgomery Mall, es un lujoso centro comercial localizado en Bethesda, Maryland, en Democracy Boulevard cerca de la Interestatal 270 y Capital Beltway (I-495).

## Historia
El centro comercial abrió en marzo de 1968, con tres tiendas anclas y 58 tiendas pequeñas. Las primeras anclas fueron Hecht Company, Garfinckel's y Sears. Una de las pequeñas tiendas fue Bond Stores outlet. En la expansión de mediado de los año 1970, se gastó entre $4.5 millones, en 155,000 pies cuadrado para la tienda Woodward & Lothrop y 60,000 pies cuadrado para construir 40 tiendas adicionales. En la renovación de octubre de 1991, ingresaron las tiendas Nordstrom y Crate & Barrel al centro comercial.
Recientemente se aprobó un plan para volver a expandir el centro comercial y convertirlo en un centro de compras de "estilo de vida". Con estas adiciones, se construirá una pasarela de modas, que conectara a las tiendas Nordstrom y Macy's con lujosas boutiques, y otras pequeñas tiendas, más restaurantes, y nuevas tiendas. Para finales de 2009, se espera que sean terminadas todas las remodelaciones y pondrá a Westfield Montgomery al mismo nivel del nuevo y masivo Tysons Corner Center cerca de McLean, Virginia.

## Anclas
- Macy's (218,315 pies cuadrado)
- Macy's Home Store (75,848 pies cuadrado)
- Nordstrom (212,800 pies cuadrado)
- Old Navy
- Sears (204,600 pies cuadrado)

## Antiguas anclas
- Garfinckel's - (clausurado en 1989, reemplazada por Nordstrom)
- Hecht's - (convertida a una Macy's)
- Woodward & Lothrop - (clausurada en 1995, reemplazada por una J.C. Penney)
- J.C. Penney - (clausurada en 2001; primer piso convertido en espacio comercial y una tienda Old Navy, el segundo piso ahora es la tienda Macy's Home)